# Rostislav Václavíček
Rostislav Václavíček (Vrahovice, 7 dicembre 1946 – Brno, 7 agosto 2022) è stato un calciatore cecoslovacco, dal 1993 ceco, di ruolo difensore.

## Palmarès

### Club
- Campionato cecoslovacco: 1

Zbrojovka Brno: 1977-78

### Nazionale
- Oro olimpico: 1

Mosca 1980